# 團體心理治療
團體心理治療（英文：group psychotherapy）顧名思義，團體（心理）治療就是一群特定人們與治療師透過團體的方式達成治療目標的一種心理治療。
在美國最早有Joseph H. Pratt、Trigant Burrow和Paul Shilder這些人提出團體治療。1920年代，Jacob L. Moreno在心理劇發展過程中首度提到團體治療一詞。之後佛洛伊德在《群體心理學與自我分析》
（Group psychology and the Analysis of Ego）書中，思索群體行為的意義以及團體和領導者的關係。但對近代影響較深遠的，則是Samuel Slavson、Hyman Spotnitz和歐文·亞隆。
歐文·亞隆醫師將自身治療經驗撰寫成兩本書：《團體心理治療的理論與實務》 （The Theory and Practice of Group Psychotherapy）以及《人際互動團體心理治療-住院病人模式》（Inpatient Group Psychotherapy），對全世界影響深遠。
團體心理治療的形式非常多樣：參與者可以有特定精神科診斷、也可以沒有；治療師可以參與其中、也可以作為觀察者；團體可以是開放式的、也可以是封閉式的。團體治療或許有特定主題，例如戒酒、加強對精神藥物的認識、出院準備；也可以沒有固定主題，例如人際互動團體。端視治療師與團體之契約。團體治療可以成為治療計畫的一部份，通常精神科醫師會在藥物治療、支持性心理治療、個別深度心理治療、認知行為治療等之外，評估進行團體治療的可行性。
很多國家的心理治療會因為保險給付而受到限縮。在中華民國，由於健保給付極少，許多住院病房的團體治療可能交由醫師以外的其他專業人員帶領，甚至取消。

## 團體治療的分類
可以將團體分為四種：
活動團體（Activity groups）：當個案無法參與以下其他團體時，可以進行這種團體來加強社會技能，例如職能復健團體。
支持性團體（Support groups）：治療師所扮演的角色比較接近知識上的衛教。個案的家屬或許可以從這樣的團體中獲益。
問題導向團體（Problem-focused groups）：例如戒酒團體。成員彼此支持、嘗試辨認阻抗、發展出因應策略。
動力取向團體（Psychodynamic groups）：包含所有心理治療與團體治療的內涵，希望達到最終的內在改變。